# Shorts Skyvan 8R-GGK
Le Shorts Skyvan 8R-GGK (Eight Romeo-Gulf Gulf Kilo) est un avion de transport guyanien de la série Short Skyvan. Il est construit en 1984 par Shorts Brothers Limited à Belfast, en Irlande du Nord. Au cours de sa période d'exploitation, le 8R-GGK effectue de nombreux vols, le plus remarquable étant son déploiement en 1989, dans les Petites Antilles pour des opérations d'aide humanitaire et de secours après l'ouragan Hugo. En 2007, pendant la Coupe du monde de cricket, il transporte l'équipement des équipes dans les Caraïbes pour les matchs. À l'exception des présidents Arthur Chung, Forbes Burnham et Janet Jagan, tous les autres présidents du Guyana ont volé avec le 8R-GGK.

## Historique
L’avion, initialement immatriculé G-BLLI (Gulf-Bravo Lima Lima Inde), est fabriqué en 1984 par Shorts Brothers Limited à Belfast, en Irlande,.
Le 3 septembre 1984, le gouvernement de Barbade achète l’avion, alors exposé au salon aéronautique de Farnborough, et l'immatricule 8P-ASG (Eight Papa-Alpha Sierra Gulf). 
Le département de l'aviation civile de Guyana (CAD) achète l’avion à la Barbade puis le ramène au Guyana le 25 juillet 1987, sous le commandement du capitaine Gerry Gouveia. Il est ensuite transféré à la Guyana Airways Corporation — entreprise d’État du Guyana — jusqu'en mai 2001, date à laquelle il est à nouveau transféré, à la Guyana Defence Force (GDF),. 
En 1989, l’avion est déployé dans les Petites Antilles pour des opérations d'aide humanitaire et de secours après l'ouragan Hugo.
En 1990, il transporte une compagnie de soldats de la GDF à Trinité pour aider au rétablissement de la paix après le coup d'État de Jamaat al Muslimeen. Pendant son déploiement, il vole presque sans interruption pendant 24 h, effectuant quatre allers-retours entre Guyana et la République des îles jumelles, soit plus de 2 424 NM.
En 2007, pendant la Coupe du monde de cricket, il transporte l'équipement des équipes dans les Caraïbes en vue de leurs rencontres. À l'exception des présidents Arthur Chung, Forbes Burnham et Janet Jagan, tous les autres présidents de la Guyane ont volé sur le 8R-GGK.
En août 2022, l’avion effectue un vol depuis Boa Vista comprenant à son bord le président du Guyana, Irfaan Ali, et la première ministre de la Barbade, Mia Mottley,, dernière cheffe d'État à prendre place dans sa carlingue. Après son atterrissage à l’aéroport Eugene F. Correia l’avion dévie de sa trajectoire lors d’une manœuvres au sol, entraînant son train d’atterrissage avant légèrement hors de la piste, sans faire de victimes,.
Peu de temps après l’incident, l’avion est mis en retrait le 5 octobre 2022. La cérémonie, la première du genre pour le corps militaire aérien du Guyana, est dirigée par le chef d'état-major des forces de défense du Guyana, Godfrey Bess. Au cours de celle-ci, l’avion effectue son atterrissage final et est accueilli par la traditionnelle salve de canons à eau de deux véhicules de lutte contre les incendies, en présence d’une délégation du personnel des forces armées.
L'avion est placé dans un endroit bien en vue de la base aérienne London, en reconnaissance de ses services rendus au Guyana.

## Caractéristiques
Le Shorts Skyvan 8R-GGK est l'avant-dernier des 149 avions de la série Short Skyvan produite par Shorts Borthers.  Il totalise 26 937 décollages et atterrissages pour plus de 25 408 h de vol,.